# Everyone Says 'Hi'
"Everyone Says 'Hi'" é uma canção composta pelo músico britânico David Bowie para o álbum Heathen ,de 2002. A faixa foi produzida por Brian Rawling e Gary Miller, sendo os vocais produzidos por Bowie e Tony Visconti. A canção foi lançada como single em 16 de setembro de 2002 pela ISO e pela Columbia Records. "Everyone Says 'Hi'" chegou ao n° 20 na UK Singles Chart e ao n°83 nas paradas musicais alemãs.